# Lenguas ram
Las lenguas ram son un pequeño grupo filogenético de tres lenguas habladas en Provincia de Sandaun, Papúa Nueva Guinea. Se hablan directamente al noreste de las lenguas de Yellow-River y directamente al sur de las lenguas wapei, las cuales también son grupos de lenguas del Sepik. Ram es la palabra para 'hombre' en los idiomas que componen este grupo.
Los idiomas son,
- Awtuw
- Karawa–Pouye
  -  Karawa
  -  Pouye (Bouye)

Se clasifican entre las lenguas del Sepik del Papúa Nueva Guinea septentrioanl. El Awtuw es el idioma Ram mejor documentado.

## Pronombres
Los pronombres que Ross reconstruye para proto-Ram son:
| Yo   | *wan        | "Nosotros dos" | (*na-n)        | nosotros | *na-m           |
| tú   | *yɨ-n       | Vosotros dos   | (*yɨ-n/*a-n)   | tú       | *yɨ-m/*a-m      |
| él   | *ra (*atə-) | los dos        | (*ra-p, *atə-) | ellos    | (*ra-m, *atə-m) |
| ella | (*ta-i)     | los dos        | (*ra-p, *atə-) | ellos    | (*ra-m, *atə-m) |

## Comparación de vocabulario
Las siguientes palabras de vocabulario básico son de Laycock (1968) y Foley (2005), citado en la base de datos Trans-New Guinea:
| glosa  | Awtuw           | Karawa   | Pouye     |
| ------ | --------------- | -------- | --------- |
| cabeza | makəlak         | moulaka  | nouraka   |
| oreja  | maːna; nane     | maklaka  | maroalaka |
| ojo    | new. nü         | noulaka  | nowar     |
| nariz  | witil; wutil    | waklaka  | wolokə    |
| diente | pilak; piylake  | pilaka   | piyapa    |
| lengua | lale; laːlə     | laləpi   | laləmu    |
| pierna | riiwe; riwe     | lalə     | lalə      |
| piojo  | nin             | nipia    | nipikəm   |
| perro  | piːrən; piyren  | nəpay    | aukwə     |
| cerdo  | yaw             |          |           |
| pájaro | yi              | awra     | yio       |
| huevo  | paŋkə; wate     | waːtə    | warə      |
| sangre | aipi            | eipi     | aywi      |
| hueso  | lake; lakər     | lakə     | lakə      |
| piel   | yai             | mouwil   | nəpyei    |
| seno   | muy; mwi        | məy      | muy       |
| árbol  | tau; taw        | tau      | tau       |
| hombre | rame; ramiyan   | yaŋkai   | lamo      |
| mujer  | taləran         | telou    | tʔlum     |
| sol    | mæy; may        | may      | taliyə    |
| luna   | yelmek; yilmake | yalma    | yalma     |
| Agua   | yiw; yüw        | you      | you       |
| Fuego  | tapo; tapwo     | tapo     | tapo      |
| piedra | til             | tidi     | tɨl       |
| nombre | yenyiy          |          |           |
| comer  | ra              |          |           |
| uno    | naydowo         |          |           |
| dos    | yikir           | yikəramo | yikən     |